# Глейзер, Сэмюэль
Сэмюэл Льюис Глейзер (англ. Samuel Glazer; 24 февраля 1923, Кливленд, Огайо, США — 12 марта 2012, Кливленд, Огайо, США) — американский бизнесмен, инвестор и филантроп. Глейзер основал компанию «North American Systems» вместе со своим деловым партнером, Винсентом Мароттой-старшим. Они совместно разработали одну из первых автоматических капельных кофеварок марки Mr. Coffee, которая была представлена на американском потребительском рынке. В свою фирму Глейзер и Маротта наняли инженеров, Эдмунда Абеля и Эрвина Шульце, из Westinghouse, чьи исследования создали первые машины марки Mr. Coffee.
Представленная в 1972 году кофеварка марки Mr. Coffee оказалась чрезвычайно популярной среди потребителей и произвела революцию в том, что американцы стали готовить и употреблять кофе в своих домах. К 1975 году, всего через три года после появления, Mr. Coffee был самым продаваемым производителем кофе в Соединенных Штатах. В отраслевом издании «Home Furnishings News» «Mr. Coffee» был назван одним из наиболее важных потребительских товаров для домашнего использования, представленных в предыдущие семьдесят пять лет в списке, опубликованном в 2002 году.

## Ранняя жизнь
Глейзер родился в еврейской семье, сын Исадора и Йетты Гросс Глейзер, 24 февраля 1923 года в Кливленде, штат Огайо, четвертым ребенком в семье. Отец Глейзера умер, когда ему было шесть лет. Глейзер поддерживал свою семью, продавая ботинки и доставляя газеты. Он доставлял газеты для издания «Cleveland Plain Dealer» в возрасте с 7 до 18 лет, потом газета предложила ему должность районного управляющего. Глейзер служил в армии США, дислоцированной на территории США во время Второй мировой войны.

## Карьера

### Недвижимость и строительство
После Второй мировой войны Глейзер объединился с Винсентом Мароттой-старшим, которого он знал с тех пор, как они оба учились в средней школе Шейкер-Хайтс. Они начали многочисленные бизнес-проекты, растянувшиеся на более чем шестьдесят лет. Глейзер и Маротта начали с продажи корма для собак в Нью-Йорке и Пенсильвании. Они создали новую компанию, которая первоначально продавала гаражные ворота. Впоследствии деятельность компании расширилась до недвижимости, строительства новых торговых центров и домов по всей стране, включая торговый центр «Great Lakes» в Менторе, штат Огайо.

### Mr. Coffee
В конце 1960-х годов Глейзер и Маротта приобрели компанию по доставке кофе в столичном районе Кливленда. В продажу были включены грузовики кофейной компании, которые варили кофе в гигантских дозаторах кофе из нержавеющей стали, которые не были переносными. По словам сына Глейзера, клиенты спрашивали, есть ли в наличии бытовые кофеварки, предлагаю Глэйзеру и Маротте идею о новой домашней кофеварке для капельного заваривания. Глейзер и Маротта продали большую часть своего недвижимого имущества, чтобы финансировать исследования и разработки для своего предприятия по производству кофе. До того, как Glazer и Marotta разработали «Mr. Coffee», у потребителей было только два основных способа сделать кофе в домашних условиях — кофеварка или растворимый кофе. Партнеры наняли двух инженеров из компании «Westinghouse», Эдмунда Абеля и Эрвина Шульца, для разработки потребительской кофеварки, которая могла бы поместиться на любой кухне. Инженеры разработали кофеварку Mr. Coffee, которая использовала нагревательный элемент, чтобы капало кофе в стеклянный кофейник. Машина была разработана так, чтобы не нагревать воду выше 200 °F (93 °C), что уменьшало шансы заваривать горький кофе.
Компания Глейзера и Маротта, «North American Systems», представил кофеварку Mr. Coffee в 1972 году. К 1975 году компания продала около миллиона кофеварок, что сделало «Mr. Coffee» самой продаваемой кофеваркой в стране. К концу 1970-х кофеварка «Mr. Coffee» имела более половины доли рынка кофеварок в Соединенных Штатах. Партнеры продали компанию «North American Systems» в 1987 году за 182 миллиона долларов. Начиная с 2012 года, «Mr. Coffee» является брендом, принадлежащим корпорации Sunbeam. У Глейзера появилась привычка отправлять кофеварки Mr. Coffee друзьям, среди которых были известные деятели в сфере развлечений и бизнеса.
У Глэйзера сложилась давняя дружба с комиком Джонни Карсоном. По словам жены Глейзера, Джейн, он послал Карсону столько кофеварок, что однажды поздно вечером телеведущий сказал ему: «Пожалуйста, Сэм, не надо больше кофе-машин!».

## Филантропия
Глейзер был сторонником и поддерживал синагогу Седар-Синай, пригородный храма Кол-Ами и Еврейскую федерацию Кливленда.

## Личная жизнь
Сэмюэль Глейзер скончался от лейкемии в клинике в Кливленде, штат Огайо, 12 марта 2012 года в возрасте 89 лет. Глейзер, житель Бичвуда, штат Огайо, пережил свою жену и сын. Глейзер зимовал во Флориде в течение двадцати пяти лет, где он владел домом в Пеликан-Бей. Давний деловой партнер Глейзера, Винсент Маротта, сказал в интервью: «Мы с Сэмом Глейзером были деловыми партнерами более 60 лет, близкими друзьями дольше … Он был честным и верным другом, и замечательным партнером».